# Louis Laberge
Louis Laberge (Sainte-Martine, Québec, 18 février 1924 - L'Assomption, Québec, 18 juillet 2002) est un syndicaliste québécois. Il est le président de la Fédération des travailleurs du Québec (FTQ) de 1964 à 1991.

## Enfance et formation
Louis Laberge naît à Sainte-Martine au sein d'une famille ouvrière. Fils de Éphrem Laberge, charpentier-menuisier, et de Clémentine Roy, issue d'une famille d'agriculteurs, il est le huitième de dix enfants. En 1930, la famille Laberge quitte Sainte-Martine et s'installe à Montréal, sur le Plateau Mont-Royal. Éphrem Laberge milite activement au sein du Syndicat du bâtiment affilié à la Confédération des travailleurs catholiques du Canada (CTCC, devenue Confédération des syndicats nationaux en 1960). L'action syndicale de son père marquera pour de bon le fils.
À l'arrivée de la famille à Montréal, il entre en deuxième année à l'école primaire Saint-Stanislas, dirigée par les Frères de l'Instruction chrétienne. Il poursuivra ses études à l'École supérieure Saint-Stanislas, dont il sortira diplômé avec distinction en juin 1941. Étant doué et aimant les études, il aurait voulu s'inscrire à l'École polytechnique pour devenir ingénieur, mais la situation financière de la famille ne lui permet pas de réaliser ce rêve. Il doit au plus tôt gagner sa vie. 

## Débuts de l'action syndicale
Durant la Seconde Guerre mondiale, en raison de sa santé (problèmes de vue et surdité partielle), Louis Laberge n'a pas à faire son service militaire et à s'enrôler. Il commence par occuper de petits emplois, qu'il quitte rapidement. Il est finalement embauché comme vérificateur de production dans un chantier naval qui se consacre à l'effort de guerre, la United Shipyards, situé dans le port de Montréal. Quelques mois plus tard, il tente d'y fonder un syndicat, en coordination avec le Conseil des métiers de la métallurgie, un comité de liaison formé à l'initiative de l'Association internationale des machinistes. Ce comité est relié au Conseil des métiers et du travail de Montréal (CMTM). La tentative échoue, et il sera finalement congédié. 
En novembre 1943, il est embauché à l'usine de Canadair à ville Saint-Laurent, maintenant un arrondissement de Montréal. Il y travaille d'abord comme assembleur et suit une formation donnée par la compagnie afin de devenir mécanicien en aéronautique. Il commence à militer à l'âge de 20 ans à la Loge d'avionnerie 712 de l’Association internationale des machinistes, affiliée à la grande centrale américaine, l'American Federation of Labor. La loge 712 est un syndicat alors contrôlé par des militants du parti communiste. Des luttes intestines surviennent, et les communistes sont finalement écartés. Ils chercheront à retrouver leur influence, mais des syndiqués, comme Louis Laberge, qui représentent une gauche modérée, s'opposeront à eux au début de 1946. Très affaiblie, la Loge 712 des Machinistes de Canadair renaît toutefois grâce à l'initiative d'Adrien Villeneuve, soutenu par Laberge. Ce dernier est élu successivement délégué d’atelier (1946), puis secrétaire archiviste et membre du comité des griefs (1947). Lors de ce dernier poste, il se fait une réputation d'efficace négociateur. En décembre 1948, il se fait élire représentant syndical permanent de la Loge 712, un poste qu'il occupera pendant 12 ans.
En 1952, avec quelques collègues de Canadair, il fonde la Caisse d'économie des employés de l'avionnerie, une coopérative d'épargne et de crédit,.

## Présidence du Conseil des métiers et du travail de Montréal (CMTM)
Dès qu'il devient cadre syndical de la Loge 712, Louis Laberge commence à prendre part aux activités du Conseil des métiers et du travail de Montréal (CMTM), principal porte-parole des travailleurs montréalais sur la scène municipale, et à celles de la Fédération provinciale du travail du Québec (FPTQ). 
Simple délégué dès 1947, il est élu en 1950 membre de l’exécutif du CMTM. Il en devient le secrétaire en 1951 et assiste alors le président du Conseil, Claude Jodoin. Le 1er septembre 1955, il est élu par acclamation président du CMTM. Il est réélu sans opposition jusqu'en 1964. Il est l’un des trois représentants de l’organisme au conseil municipal de Montréal, de 1954 à 1960. Durant ces années, le conseil qu'il dirige mène la lutte contre le gouvernement conservateur de Maurice Duplessis. Louis Laberge s'attaque également à l'administration du maire Jean Drapeau à Montréal, qui accuse d'être antisyndicale. Selon Louis Fournier, l'opposition du CMTM contribue à la défaite de l'administration Drapeau-Desmarais lors des élections de 1957.
Selon son biographe Louis Fournier, « le CMTM va servir de tremplin à Louis Laberge pour son ascension dans le mouvement ouvrier». Pour l'historien Jacques Rouillard, « C’est en participant aux réunions du Conseil que Laberge s’imprègne de l’idéologie sociale-démocrate qui anime les syndicats internationaux au Québec et au Canada depuis le début du XXe siècle.»

## Présidence de la Fédération des travailleurs du Québec (FTQ)
En 1957, Louis Laberge est élu directeur pour le secteur de l’équipement de transport de la Fédération des travailleurs du Québec (FTQ), nouvellement fondée. Il gravit les échelons rapidement et devient vice-président régional de la FTQ en 1958 puis vice-président en 1962. Il accède à la présidence deux ans plus tard, en raison du décès subit de son prédécesseur, Roger Provost. Sa première tâche, dans un contexte de forte concurrence intersyndicale, est de maintenir l'unité des syndicats de la FTQ face au maraudage de la Confédération des syndicats nationaux (CSN). Les débuts de Louis Laberge à la tête de la FTQ sont également marqués par la syndicalisation d'Hydro-Québec en 1966, société d'État ayant nationalisé 11 entreprises hydroélectriques sous le gouvernement provincial de Jean Lesage. 
Au printemps 1964, Louis Laberge joue un rôle clé au congrès extraordinaire de la FTQ, mobilisé afin d'obtenir une réforme du code du travail auprès du gouvernement Lesage. Cette lutte porte ses fruits, les syndicats accélérant notamment le processus d'accréditation syndicale et imposant aux employeurs le prélèvement à la source des cotisations syndicales. Au cours de son mandat de 27 ans à la tête de la FTQ, Laberge est de toutes les luttes ouvrières des turbulentes années 1960 et 1970. Avec ses homologues Marcel Pepin de la Confédération des syndicats nationaux (CSN) et Yvon Charbonneau de la Centrale des syndicats du Québec (CEQ), il est condamné à un an de prison le 8 mai 1972, à la suite de la grève illégale de 10 jours du Front commun intersyndical de 210 000 employés des secteurs public et parapublic. Il est également très impliqué au cours du lock-out du journal La Presse en 1972, épisode syndical marqué par de violents affrontements.  
En 1975, Laberge reçoit un blâme de la commission Cliche, qui enquête sur les relations de travail dans le secteur de la construction, pour ne pas avoir agi pour contrôler certains éléments criminels, qui instaurent un climat de terreur sur les chantiers de construction. C'est un épisode qu'il décrira comme la « période la plus noire, la plus douloureuse » de toute sa vie syndicale. L'année 1975 est aussi marquée par l'appui officiel de la FTQ au Parti québécois (PQ) de René Lévesque. C'est la première fois que la centrale syndicale appuie officiellement un parti politique provincial.
De ce fait, la FTQ appuie le camp du « oui » lors du référendum sur la souveraineté du Québec de 1980. Lors du congrès de la FTQ du 19 avril 1980, Louis Laberge livre un discours passionné en faveur de l'indépendance et plaide pour l'auto-détermination du Québec et dénonçant les «forces de la réaction» et «le club des exploiteurs». Laberge s'oppose également aux politiques du premier ministre Pierre Elliott Trudeau, à qui il reproche la mise en place d'un régime « anti-ouvrier » et une opposition aux « aspirations nationales des Québécois ».
Durant le début des années 1980, le mandat de Louis Laberge à la tête de la FTQ est marqué par une récession, qui paralyse l'économie mondiale. Dans ce contexte, caractérisé par le chômage, Laberge organisera l'opposition au gouvernement Trudeau pour ses politiques économiques et pour son coup de force constitutionnel de 1981 (la Nuit des longs couteaux).
À partir de 1983, il est le président-fondateur du Fonds de solidarité FTQ, un fonds d'investissement destiné à créer et maintenir des emplois et d'aider la croissance des entreprises québécoises. Le 10 avril 1991, à 67 ans, Louis Laberge quitte ses fonctions de président de la FTQ après 27 années à la tête de la centrale syndicale. En novembre de la même année, il reçoit, en guise d'hommage, le titre de président honoraire de la FTQ.  

## Mort
Louis Laberge succombe à une crise cardiaque le 18 juillet 2002 à l'âge de 78 ans. Son décès sème la consternation dans le monde syndical québécois, et le gouvernement du Québec lui rend hommage en lui organisant des obsèques nationales à la cathédrale Marie-Reine-du-Monde de Montréal.

## Vie privée
Le 4 septembre 1944, il épouse Thérêse Vaillancourt, avec qui il aura quatre enfants. Le premier, un garçon prénommé Michel, naît le 8 juin 1945. Le 6 décembre 1948, son épouse donne naissance à des triplets, prénommés Pierre, Jean et Jacques. Jacques meurt à 14 mois, le 15 février 1950, des suites d'une pneumonie. 
En 1974, Louis et Thérèse se séparent. Ils divorcent en 1979. En 1980, Louis épouse Lucille Chaput, qu'il connaît depuis les années 1960.

## Honneurs
- 1988 - Officier de l'Ordre national du Québec
- 1994 - Doctorat honoris causa de l'Université du Québec en Outaouais[39]
- 1995 - Prix Gérard-Tremblay du Département des relations industrielles de l'Université Laval[40]

## Hommages
- Le siège social du Fonds de Solidarité FTQ, sis au 545, boulevard Crémazie Est, à Montréal, est désigné comme l'Édifice Louis Laberge[41].
- Son nom a été donné à une école primaire de la Commission scolaire des Affluents (CSDA), à L'Assomption (Québec)[42]. L'inauguration a eu lieu le 24 août 2018[43].
- Un parc de Terrebonne (Québec), inauguré le 18 juillet 2011, est nommé en son honneur[44].
- Une salle de cours de l'Édifice Côte-Sainte-Catherine (3000, chemin de la Côte-Sainte-Catherine) de HEC Montréal porte son nom[45].